# Pachybrachis limbatus
Pachybrachis limbatus is een keversoort uit de familie bladkevers (Chrysomelidae). De wetenschappelijke naam van de soort werd in 1836 gepubliceerd door Édouard Ménétries.